# Mansfeld, Sachsen-Anhalt
Mansfeld är en stad i Landkreis Mansfeld-Südharz i förbundslandet Sachsen-Anhalt i Tyskland.